# Майдани (Кольський повіт)
Майдани (пол. Majdany) — село в Польщі, у гміні Домб'є Кольського повіту Великопольського воєводства.
Населення — 160 осіб (2011).
У 1975-1998 роках село належало до Конінського воєводства.

## Демографія
Демографічна структура станом на 31 березня 2011 року:
|          | Загалом | Допрацездатний вік | Працездатний вік | Постпрацездатний вік |
| -------- | ------- | ------------------ | ---------------- | -------------------- |
| Чоловіки | 88      | 25                 | 50               | 13                   |
| Жінки    | 72      | 18                 | 34               | 20                   |
| Разом    | 160     | 43                 | 84               | 33                   |